# さざなみ (ゲームソフトメーカー)
有限会社さざなみは、日本のゲーム開発会社である。

## 概要
家庭用ゲーム機タイトルとして『スーパーロボット大戦XO』と『スーパーロボット大戦NEO』を開発した会社である。
iPhone向けのアプリケーションも開発している。

## 主な開発タイトル
- スーパーロボット大戦XO（2006年） ※エーアイとの共同開発
- スーパーロボット大戦NEO（2009年）
- スーパーロボット大戦Operation Extend（2013年）
- フルメタル・パニック! 戦うフー・デアーズ・ウィンズ（2018年） ※B.B.スタジオ、エーアイとの共同開発